# Taft (shahrestan)
Taft (persiska: شهرستان تفت, Shahrestān-e Taft, تفت) är en delprovins (shahrestan) i Iran.   Den ligger i provinsen Yazd, i den centrala delen av landet, 500 km söder om huvudstaden Teheran.
Delprovinsen hade 43 893 invånare 2016.